# Южноазиатские игры 2010
11-е Южноазиатские игры состоялись в Дакке (Бангладеш) в 2010 году. Бангладеш третий раз принимал Южноазиатские игры (первый раз в 1985 году и второй раз в 1993 году). Церемония открытия состоялась 29 января, а закрытия — 8 февраля. Примерно 2000 спортсменов из 8 стран приняли участие в состязаниях по 23 видам спорта. Дакка стала первым городом трижды принявшим Южноазиатские игры. Индия по-прежнему сохранила своё господство в итоговом медальном зачёте, получив 175 медалей, из которых 90 золотых. Пакистан завоевал 19 золотых медалей, в то время как принимающая страна Бангладеш взяла 18 золотых медалей (в том числе в футболе и крикете). Бангладеш, однако, завоевал второе место в общекомандном зачёте опередив Пакистан. Спортсмен из Шри-Ланки Шихан Абайпития стал самым быстрым в беге на 100 метров, среди женщин быстрее всех пробежала эту дистанцию пакистанка Насим Хамид.

## Организация
11-е Южноазиатские игры должны были проводиться в ноябре 2009 года, однако принимающая страна (Бангладеш) столкнулась с трудностями в связи с проведением всеобщих выборов. В результате Совет ассоциации Южной Азии перенёс Игры на начало 2010 года. Предполагаемый бюджет Игр 2010 года составил около 2,3 млн долларов США.

## Виды спорта
- Бадминтон
- Баскетбол
- Бокс
- Борьба
- Велоспорт
- Гандбол
- Гольф
- Дзюдо
- Кабадди
- Карате
- Крикет
- Лёгкая атлетика
- Сквош
- Стрелковый спорт
- Стрельба из лука
- Плавание
- Настольный теннис
- Волейбол
- Тяжёлая атлетика
- Тхэквондо
- Ушу
- Футбол
- Хоккей

## Итоги Игр
| Место | Страна     | Золото | Серебро | Бронза | Всего |
| ----- | ---------- | ------ | ------- | ------ | ----- |
| 1     | Индия      | 90     | 55      | 30     | 175   |
| 2     | Пакистан   | 19     | 25      | 36     | 80    |
| 3     | Бангладеш  | 18     | 23      | 56     | 97    |
| 4     | Шри-Ланка  | 16     | 35      | 54     | 105   |
| 5     | Непал      | 8      | 9       | 19     | 36    |
| 6     | Афганистан | 7      | 9       | 16     | 32    |
| 7     | Мальдивы   | 0      | 2       | 3      | 5     |
| 8     | Бутан      | 0      | 0       | 2      | 2     |

## Происшествия

### Казус во время марафона
В связи с подготовкой к церемонии закрытия на Национальном стадионе Оргкомитет в последний момент принял решение, что линия финиша в марафонском забеге должна быть перенесена. Однако расстояние не было должным образом измерено, и после того как непальский спортсмен побил действующий мировой рекорд на 12 минут, организаторы заметили, что длина дорожки на 7 км меньше требуемой. Результаты марафонского забега были аннулированы.

### Падение лифта
Шесть непальских спортсменов получили легкие ранения в результате падения лифта в отеле за несколько часов до начала Игр.

### Инцидент во время велогонки
Фатема Чакма, велосипедистка из Бангладеш, была дисквалифицирована за то, что толкнула зрителя на мотоцикле во время гонки по маршруту Кхулна-Гопалгандж.